# Wilhelm Åström
Karl Henrik Wilhelm Åström, född 22 augusti 1840 i Kristianstads garnisonsförsamling, Kristianstads län, död 8 april 1898 i Växjö stadsförsamling, Kronobergs län, var en svensk kompositör och musikdirektör. Hans mest kända verk torde vara sången Hjärtats saga.

## Biografi
Wilhelm Åström föddes 22 augusti 1840 i Kristianstads garnisonsförsamling, Kristianstads län. Han var son till militären Lars Åström och Sara Christina Henriksson. Han tog musikdirektörsexamen, skolkantorsexamen och kyrkosångsexamen vid Kungl. Musikaliska akademien 1866. Åström blev 1873 musiklärare vid Växjö läroverk. Han var även musikdirektör ved ett antal regementet och från 1881 vid Kronobergs regemente. Han avled 8 april 1898 i Växjö stadsförsamling, Kronobergs län.
Åström var även verksam som tonsättare. Hans mest kända verk torde vara sången Hjärtats saga.

## Musikverk
- Hjärtats saga (Hjertats saga), för fyrstämmig manskör (TTBB), utgiven 1895. Texten är skriven av Alfred Hedenstierna.[8]